# Temporary Home
Singles de Carrie Underwood
Cowboy Casanova
(2009) Undo It
(2010)
Pistes de Play On
Songs Like This 
(7) This Time
(9)
Temporary Home est une seconde chanson de musique chrétienne contemporaine sortie en single de la chanteuse américaine Carrie Underwood. Elle sort le 	20 octobre 2009.

## Histoire
Carrie Underwood s'est inspirée du livre Une vie motivée par l'essentiel du pasteur Rick Warren publié en 2002, qui a écrit que ce monde est une « maison temporaire » et que lorsque nous partons d'ici, ce n’est pas le fin d'existence .

## Réception critique
En janvier 2010, Billboard considère que : "Temporary Home » est une chanson puissante, émouvante mais pas moralisatrice, et la performance d'Underwood est sûre de trouver un fort écho auprès des auditeurs.".
Elle devient numéro 1 du Hot Country Songs en 2010.

## Distinctions
| Année | Organisation                       | Prix                                          | Résultat   |
| ----- | ---------------------------------- | --------------------------------------------- | ---------- |
| 2010  | Grammy Awards                      | Meilleure performance vocale féminine country | Nomination |
| 2010  | Inspirational Country Music Awards | Clip vidéo inspirant de l’année               | Lauréat    |
| 2010  | CMT Music Awards                   | Performance CMT de l’année                    | Lauréat    |
| 2010  | CMA Triple-Play Awards             | Auteur-compositeur triple-play                | Lauréat    |
| 2011  | BMI Awards                         | Auteur-compositeur de l’année                 | Lauréat    |